# サンタ・マリーア・ラ・フォッサ
サンタ・マリーア・ラ・フォッサ（伊: Santa Maria la Fossa）は、イタリア共和国カンパニア州カゼルタ県にある、人口約2,500人の基礎自治体（コムーネ）。

## 地理

### 位置・広がり

#### 隣接コムーネ
隣接するコムーネは以下の通り。
- カープア
- カザール・ディ・プリンチペ
- グラッツァニーゼ
- サン・タンマロ

### 気候分類・地震分類
サンタ・マリーア・ラ・フォッサにおけるイタリアの気候分類 (it) および度日は、zona C, 1094 GGである。
また、イタリアの地震リスク階級 (it) では、zona 2 (sismicità media) に分類される。